# Monareczka białogrzbieta
Monareczka białogrzbieta, monarka białogrzbieta (Symposiachrus menckei) – gatunek małego ptaka z rodziny monarek (Monarchidae). Słabo poznany ptak występujący na Archipelagu Bismarcka, według IUCN jest bliski zagrożenia wyginięciem.

## Zasięg występowania
Monareczka białogrzbieta zamieszkuje endemicznie wyspę Mussau, należącą do Wysp Świętego Macieja, znajdujących się w północnej części Archipelagu Bismarcka należącego do Papui-Nowej Gwinei.

## Taksonomia
Gatunek po raz pierwszy naukowo opisał w 1902 roku niemiecki zoolog Oskar Heinroth, nadając mu nazwę Monarcha menckei. Jako miejsce typowe odłowu holotypu, który dostarczył pan Kothe, Heinroth wskazał Wyspy Świętego Macieja (Massau).
Tradycyjnie gatunek ten zaliczany był do rodzaju Monarcha, jednak badania genetyczne i molekularne wykazały, że rodzaj ten nie był monofiletyczny i dlatego też S. menckei, wraz z kilkunastoma gatunkami z tego rodzaju, został przeniesiony do rodzaju Symposiachrus. Nie wyróżnia się podgatunków.

### Etymologia
Nazwa rodzajowa: gr. συν sun, συμ sum – razem; ποσις posis – mąż; αχρως akhrōs – blady. Epitet gatunkowy honoruje Bruno Menckego (1876–1901), niemieckiego zoologa, który sfinansował pierwszą niemiecką ekspedycję naukową do Oceanii.

## Morfologia
Długość ciała 14,5–15,5 cm. Inne wymiary podane przez Ernsta Harterta: długość skrzydła dorosłych samców (n = 4) 71,5–74 mm, dorosłych samic (n = 1) 68 mm, długość ogona 63,5–65,5 mm, długość sterówek 17–20 mm. Mała monarka o biało-czarnym upierzeniu. Czoło, kantarek, okolice oczu, podbródek i gardło są czarne, reszta głowy biała z wyjątkiem czarnej plamy w dolnej części pokryw usznych, czasami występuje wąska, czarna linia od boku czubka głowy do boku karku; górne części ciała białe, pokrywy nadskrzydłowe czarne, na małych pokrywach nieregularne białe znaczenia; ogon czarny, na trzech zewnętrznych piórach szerokie białe krawędzie. Spód ciała biały; tęczówki ciemne, dziób i nogi szare z niebieskim odcieniem. Płcie podobne. Młode ptaki są podobne do dorosłych, ale czoło, korona, górne części ciała i skrzydła są ciemnoszare lub czarniawo-szare z niektórymi jaśniejszymi lub białawymi piórami na krawędziach, zaś białe krawędzie piór na ogonie są zazwyczaj słabiej widoczne.

## Ekologia
Monareczka białogrzbieta jest gatunkiem osiadłym, zamieszkującym lasy, w tym wtórne i zdegradowane obszary leśne oraz obszary odrostu wzdłuż boków dróg i dużych ogrodów. W skład diety wchodzą głównie małe bezkręgowce i larwy. Pokarmu poszukuje aktywnie w runie leśnym i w dolnym piętrze drzew; podczas żerowania stale trzepocze skrzydłami. Odzywa się głośnymi, ostrymi i karcącymi nutami oraz długim, drżącym gwizdaniem, najbardziej podobnym do odgłosów wydawanych przez monareczkę płaczliwą (S. infelix). Żebrzące o pokarm młode zostały zarejestrowane w lipcu, brak innych informacji na temat lęgów.

## Status zagrożenia
W Czerwonej księdze gatunków zagrożonych Międzynarodowej Unii Ochrony Przyrody gatunek został zaliczony do kategorii NT (ang. Near Threatened – bliski zagrożenia). Wskazuje się na jego ograniczony zasięg występowania. Liczebność populacji, według wstępnych szacunków organizacji BirdLife International, mieści się w przedziale 1120 – 11 930 dorosłych osobników. Gatunek opisywany jest jako pospolity w lasach i dość pospolity w siedliskach wtórnych. Trend liczebności populacji nie jest znany, bo choć na wyspie ma miejsce wylesianie, to ptak ten wykazuje tolerancję wobec siedlisk wtórnych i  zdegradowanych.